# Fifteen
"Fifteen" é uma canção da cantora e compositora estadunidense Taylor Swift, gravada para o seu segundo álbum de estúdio Fearless. A música foi lançada como o quarto single do disco em 1º de setembro de 2009. Foi composta e produzida pela própria artista, que contou com o auxílio de Nathan Chapman na produção. Inicialmente escrita quando estava em seu primeiro ano no ensino médio, a obra retrata esse período da vida de Swift, quando ela e sua melhor amiga, Abigail Anderson, ficaram com o coração partido pela primeira vez por conta de um garoto. Antes de gravar o trabalho em estúdio, a intérprete teve que pedir autorização para a sua colega, devido às inúmeras referências pessoais presentes em seus versos; Abigail aceitou e a faixa foi incluída no Fearless. Musicalmente, é uma balada de country pop composta pelo violão e piano, enquanto liricamente retrata a protagonista se relembrando de acontecimentos que ocorreram com si e sua colega quando tinham quinze anos de idade.
"Fifteen" recebeu comentários bastante positivos da crítica especializada, com muitos elogiando principalmente o seu conteúdo lírico, considerando-a como um dos destaques presentes no Fearless. Entretanto, seu desempenho comercial foi moderado, conseguindo se desempenhar somente nas paradas musicais da Austrália, Canadá e Estados Unidos. Neste último país, a obra atingiu a 23ª posição da Billboard Hot 100, recebendo o disco de platina da Recording Industry Association of America (RIAA), por vendas superiores a um milhão de cópias em território estadunidense.
Seu vídeo musical acompanhante foi dirigido por Roman White, e gravado em grande parte sob uma tela verde, para receber posteriormente efeitos visuais através da técnica de animação chroma key. Seu enredo apresenta Swift caminhando por um jardim, onde relembra algumas memórias de sua adolescência. A produção recebeu uma indicação ao MTV Video Music Awards de 2010 na categoria de "Melhor Vídeo Feminino", mas perdeu para "Bad Romance", de Lady Gaga. "Fifteen" também foi divulgada pela cantora em diversos eventos e programas de televisão, estando presente em suas duas turnês mundiais, Fearless Tour (2009-2010) e Speak Now World Tour (2011-2012). Uma de suas apresentações para esta canção foi filmada e incluída em seu primeiro álbum de vídeo, Speak Now: World Tour Live, que foi lançado em CD e DVD.

## Antecedentes e desenvolvimento

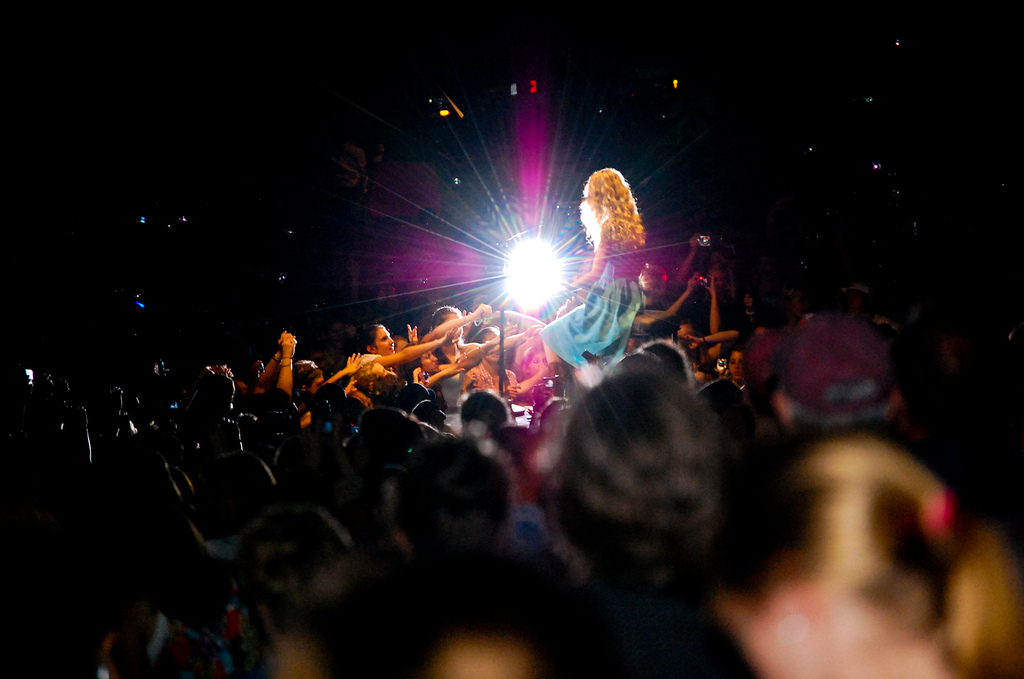
Swift cantando "Fifteen" durante a Fearless Tour em 2009.

"Fifteen" foi escrita por Taylor Swift quando ela estava em seu primeiro ano no ensino médio, estudando na instituição Hendersonville High School, onde conheceu a sua melhor amiga Abigail Anderson. "Eu decidi que realmente queria contar essa história sobre o nosso primeiro ano na escola, porque eu senti que no meu primeiro, eu cresci mais do qualquer ano da minha vida até agora", disse a artista. A música retrata esse período da vida da cantora, quando sua amiga Abigail se apaixonou por um cara que a deixou com o coração partido e Swift percebeu que os seus sonhos eram mais importantes do que arranjar um namorado. Além de relembrar os acontecimentos que ocorreram com si e sua amiga, a intérprete escreve em algumas passagens da obra mensagens de advertência, destinadas a orientar os adolescentes que já ou ainda vão entrar no ensino médio, conforme dizem os trechos: "E quando você tem 15 anos e acha que / Não tem mais nada o que descobrir / Bem... conte até dez, se ligue / Essa é a vida antes de você saber quem você será / Aos quinze anos". Ela também afirmou que incorporou coisas que gostaria que alguém lhe tivesse dito em uma música quando era mais jovem. "A coisa sobre o ensino médio é que você não sabe de nada. Você não sabe de nada, mas acha que sabe tudo", concluiu Swift.
A musicista iniciou a escrita de "Fifteen" com os seguintes versos: "E Abigail deu tudo o que tinha para um menino / Que mudou de ideia e ambas choramos". Depois de concluir a composição da música, a artista ficou nervosa em mostrar a música para Abigail, pois não sabia como a sua colega iria reagir. "Foi uma música muito pessoal, especialmente do ângulo dela". No entanto, quando Swift apresentou a faixa para a amiga e perguntou se ela sentia-se confortável com a música, Abigail disse que sim, e mais tarde comentou: "Ela [Swift] disse: 'Incomoda-se que o seu nome está em uma canção que é tão pessoal?' E isso realmente não é só devido à forma como Taylor e eu nos sentimos sobre isso. Se uma garota pode aprender com ele ou se conectar a uma música como essa, então realmente vale a pena". Com o consentimento de Abigail, Swift gravou em um estúdio "Fifteen", contando com o auxílio de Nathan Chapman em sua produção. Durante a fase de gravação, a intérprete chorou devido às letras altamente pessoais. Ela atribuiu este acontecimento ao fato de que é mais provável que chore quando seus entes queridos sofrem dor, e ela é testemunha, do que em suas próprias experiências. No caso de "Fifteen", a cantora chorou por conta das letras que retratam sua amiga Abigail em um período difícil de sua adolescência.

## Composição
Musicalmente, "Fifteen" é uma canção de country pop de quatro minutos e cinquenta e cinco segundos. A faixa é categorizada como uma balada, e está composta na tonalidade de sol maior e no tempo de assinatura comum infundida no metrônomo de noventa e seis batidas por minuto. O vocal da artista varia entre a nota sol de três oitavas e dó de cinco. Sua instrumentação é feita através do piano e do violão.
Liricamente, "Fifteen" narra Swift em diversos eventos de sua adolescência. No primeiro verso, a intérprete canta sobre entrar pela primeira vez no ensino médio, querendo ficar fora do caminho de todos e esperando que alguns dos garotos mais velhos falem com si. No segundo, ela cita a sala de aula, onde conheceu uma colega Abigail, e rapidamente as duas iniciam uma amizade, fofocando sobre as outras garotas populares "que pensam que são legais". Sucessivamente, a artista descreve os primeiros encontros, e sobre se apaixonar pela primeira vez. Nos trechos seguintes, Swift e Abigail ficam com o coração de partido, revelando que: "Abigail deu tudo o que tinha para um menino / Que mudou de ideia e ambas choramos". Em seus refrãos, a cantora alerta as jovens garotas sobre se apaixonar facilmente, reconhecendo no seguinte verso: "Mas na sua vida você vai fazer coisas melhores do que / Namorar um garoto do time de futebol / Mas eu não sabia disso aos quinze anos". A faixa se conclui com ela cantando a passagem final "la la la", e reformulando os versos iniciais da canção.

## Recepção da crítica
| Críticas profissionais | Críticas profissionais |
| Avaliações da crítica  | Avaliações da crítica  |
| Fonte                  | Avaliação              |
| ---------------------- | ---------------------- |
| Rolling Stone          | positiva               |
| The New York Times     | positiva               |
| The Guardian           | [ 16 ]                 |

"Fifteen" recebeu comentários bastante positivos da crítica especializada, com muitos destacando o seu conteúdo lírico. Jody Rosen da revista Rolling Stone disse que "Fifteen" é um exemplo de que "Swift é uma compositora sábia e com um dom intuitivo que está presente na arquitetura de verso-refrão-ponte". Rosen comparou ainda as composições da cantora na faixa com os trabalhos dos produtores suecos Dr. Luke e Max Martin, que o crítico se referiu como "deuses da música pop da Suécia", e continuou: "Sua música mistura um profissionalismo com o quase impessoal - é tão rigorosamente trabalhada que soa como se tivesse sido criado cientificamente em uma fábrica de hits - com confissões que se contorcem no íntimo e no verdadeiro". Jonathan Keefe da Slant Magazine considerou a ponte da música como um dos momentos mais agradáveis do Fearless, mas não se impressionou com o alcance vocal da artista, particularmente em seu outro, que consiste na intérprete cantando os versos finais "la la la". Stephen Thomas Erlewine do Allmusic encontrou em "Fifteen", uma Swift que interpreta o papel de uma irmã mais velha, ao invés de uma grande estrela, tornando-se em uma "das melhores e mais pessoais canções do Fearless". Ken Tucker da revista Billboard acredita que a faixa apela para a busca da esperança em adolescentes e faz relembrar o passado em mulheres adultas.
Jon Caramanica do The New York Times disse que a obra é uma das canções de Swift com melhor conteúdo lírico. Por sua vez, James Reed do The Boston Globe comentou que "Fifteen" era uma das músicas mais interessantes do Fearless, afirmando que podia visualizar a letra da canção rabiscada em um diário que narra o primeiro ano de Swift no ensino médio. Já Sean Dooley do About.com nomeou-a como o melhor trabalho do Fearless e disse que apresentou um crescimento de Swift como compositora. Antes de seu lançamento oficial, Kate Kiefer da revista Paste sugeriu que a música fosse um single do Fearless, acrescentando que adorou a música. Alexis Petridis do jornal inglês The Guardian disse que era uma boa e fantástica faixa que ampliou "seu mercado potencial de adolescentes para quem costumava ser uma adolescente", e continuou "Vocês aplaudem sua habilidade, enquanto se sentem um pouco perturbados com o pensamento de uma adolescente pontificando para fora, como na Yoda". Nick Levine, outro crítico do The Guardian, classificou a canção com três estrelas de cinco, comentando que "Fifteen" poderia ser a chance de Swift conseguir um outro grande sucesso no Reino Unido, após "Love Story", completando: "É uma típica música country pop bem trabalhada com uma completa e linda melodia, e embora seja a representação da vida de uma caloura de uma pequena cidade da América, Swift se sobressai com um toque saudável para os ouvidos britânicos".
Aidan Vaziri do San Francisco Chronicle inseriu a obra na 12ª posição de sua lista dos 12 melhores singles de 2009, comentando: "Droga, se essa música não é muito doce ou vulnerável é apenas real demais para se ignorar". Já Matt Bjorke da Roughstock colocou-a na 32ª em uma lista semelhante, declarando: "Quem não pode se relacionar com uma música como essa, pois mesmo que você não esteja mais em idade escolar, certamente se lembrará de quando tinha sentimentos semelhantes".

## Vídeo musical

### Desenvolvimento e enredo
O vídeo musical acompanhante para "Fifteen" foi dirigido por Roman White, que já havia trabalhado anteriormente com a cantora no videoclipe de "You Belong with Me". Roman iniciou o projeto com a intenção de criar uma produção diferente das outras anteriores de Swift. Para isso, ele acreditava que era necessário definir o vídeo no lado de fora da escola. O diretor explicou: "Obviamente, é uma música sobre o ensino médio, mas a última coisa que eu queria fazer era filmá-lo em uma escola secundária. Então, eu quis criar algo diferente, dizendo a Taylor 'Eu não acho que devemos filmar em uma escola secundária'. E eu não acho que ela queria isso também". Segundo Roman, o objetivo foi capturar a essência da canção, mas sem ficar muito preso aos versos.
Grande parte do clipe foi construído através de efeitos visuais. Um deles foi para a criação de um jardim fictício, mostrado ao longo da trama, que apresenta um clima que muda de uma situação para outra. Houve uma ligação entre as emoções de Swift com o jardim; quando a cantora sentia-se feliz, o jardim crescia, mas com a visão da dor e das emoções negativas, nuvens escuras apareciam, e consequentemente a chuva, assim como as flores desse jardim que morriam, este último aspecto também simboliza o coração partido de Abigail. O diretor comentou sobre este "jardim":
| “ | [Durante a elaboração] eu tive a ideia de capturar o sentido literal dos versos de 'Fifteen' para que pudéssemos evoluí-lo [para o roteiro]. [...] E críamos [digitalmente] um mundo, onde você pode caminhar como num deserto desolado e cantar sobre todas as grandes lembranças de sua vida... com tudo que você ama florescendo em torno de si. E assim nós, literalmente, conseguimos criar um jardim ao redor [de Swift]. | ” |

Um dos efeitos visuais utilizados no vídeo foi para a criação de um jardim fictício que mudava de clima de acordo com os sentimentos da cantora.

A própria Abigail, que inspirou a escrita da faixa, faz uma participação no clipe como ela mesma. O ator que interpreta o interesse amoroso de Abigail foi escalado por Swift, após a mesma receber fotografias dele via e-mail. A produção foi filmada durante dois dias. O primeiro dia constituiu com a presença de atores, incluindo Swift e Abigail, que filmaram suas cenas diante de uma tela verde, para posteriormente receber a edição de chroma key. Durante esse período, Roman apresentou a cantora alguns desenhos para mostrar como ficaria o trabalho final, e como um meio em que ela pudesse se orientar. Sobre as filmagens, Swift afirmou ter ficado impressionada com as habilidades de atuação de sua amiga Abigail, considerando a falta de experiência, chamando-a de "prolífica". No segundo dia, as cenas finais do vídeo, onde a artista está em frente a uma escola, foram filmadas; para essa tomada foi necessário criar uma chuva artificial.
Após a conclusão das gravações, Roman e uma equipe de artistas visuais criaram o cenário e o seu aspecto. "Se você assistir apenas a edição offline deste vídeo, verá apenas verde. É apenas a Taylor andando em torno de uma tela verde gigante. E te faz pensar que cada coisa criada nesse vídeo é incrível, porque muitas pessoas trabalharam duramente para isso", disse o diretor. A equipe de profissionais em efeitos visuais trabalharam no enredo por algum tempo, e às vezes, passavam uma noite no escritório para produzir a trama. A direção tinha como objetivo fazer o videoclipe parecer "mágico". Alguns dos adereços utilizados nas gravações foram recriadas usando a animação digital, como a porta da escola e a cadeira. Isso ocorreu porque foram filmadas tomadas extras desses objetos separadamente, e Roman foi cauteloso em encontrar os ângulos certos para tornar as cenas mais coerentes. O diretor acabou por afirmar que o resultado final da produção apresenta um senso de inocência.
A trama inicia-se com Swift, descalça e com um vestido branco, aproximando-se de uma alta porta de arco que se materializa no meio de uma paisagem árida. A cantora observa uma fotografia de si e de sua amiga Abigail juntas que estava presa neste arco. Ao passar pela porta, estudantes e objetos de uma escola secundária aparecem e desaparecem para o espectador, devido à animação utilizada. Na próxima tomada, a artista aparece em um jardim, onde toca o seu violão e canta o refrão da faixa. Depois, a produção se dirige para uma sala de aula, onde Abigail está sentada em uma cadeira diante de um quadro negro cercado por flores. A cantora se aproxima dela e as duas começam a cochichar e rir das outras garotas da escola que se acham superiores. Na tomada seguinte, Swift está tocando novamente seu violão, enquanto sua colega Abigail vai ao seu primeiro encontro amoroso com um colega de escola; a amiga beija ele, mas se afasta quando o mesmo tenta ir mais longe. Neste momento, o interesse amoroso de Abigail se dissolve juntamente com o cenário do encontro, e mostra ela, abalada, sentada sozinha em um banco de pedra. Swift se aproxima da amiga, e a abraça com força, enquanto o campo florido sofre uma mudança brusca, tornando-se escuro e tempestuoso. O vídeo então se alterna com cenas da intérprete cantando na chuva e consolando Abigail. Após a paisagem fictícia se deteriorar, a trama transita para a realidade, onde mostra a artista em um dia chuvoso com o seu guarda-chuva, em frente a uma escola. Durante essa tomada, Swift avista uma futura colega na entrada do colégio conversando com outra estudante, as duas fazem contato visual, dando a entender que elas poderiam se tornar em grandes amigas no futuro, e a produção se conclui.

### Recepção
O videoclipe estreou em 9 de outubro de 2009, através do canal de televisão Country Music Television. Jocelyn Vena da MTV News escreveu: "Taylor Swift está com quinze anos novamente em seu novo vídeo". Já Peter Gicas do E! Entertainment Television afirmou que a produção "relembra um passado da vida da cantora não tão distante", e que ela usa essas experiências adolescentes para ensinar as crianças a fazerem o seu caminho "no mundo frio e cruel conhecido como ensino médio", e continuou: "Ao mesmo tempo, os efeitos visuais aqui apresentados — com Taylor entrando e saindo de várias cenas de animação são certamente agradáveis de se olhar, mas não deixam de ocupar uma posição secundária para a fofa estrela country". Leah Greenblatt do Entertainment Weekly classificou a trama com uma nota B, afirmando que se tratava de uma produção reverente e pictórica, mas criticou negativamente ao dizer que os versos mais marcantes de "Fifteen" passaram despercebidos por conta da concepção sonhadora do vídeo. Na edição de 2010 do MTV Video Music Awards, a produção foi indicada para a categoria "Melhor Vídeo Feminino", mas acabou por perder para o videoclipe de "Bad Romance" (2009), de Lady Gaga.

## Divulgação

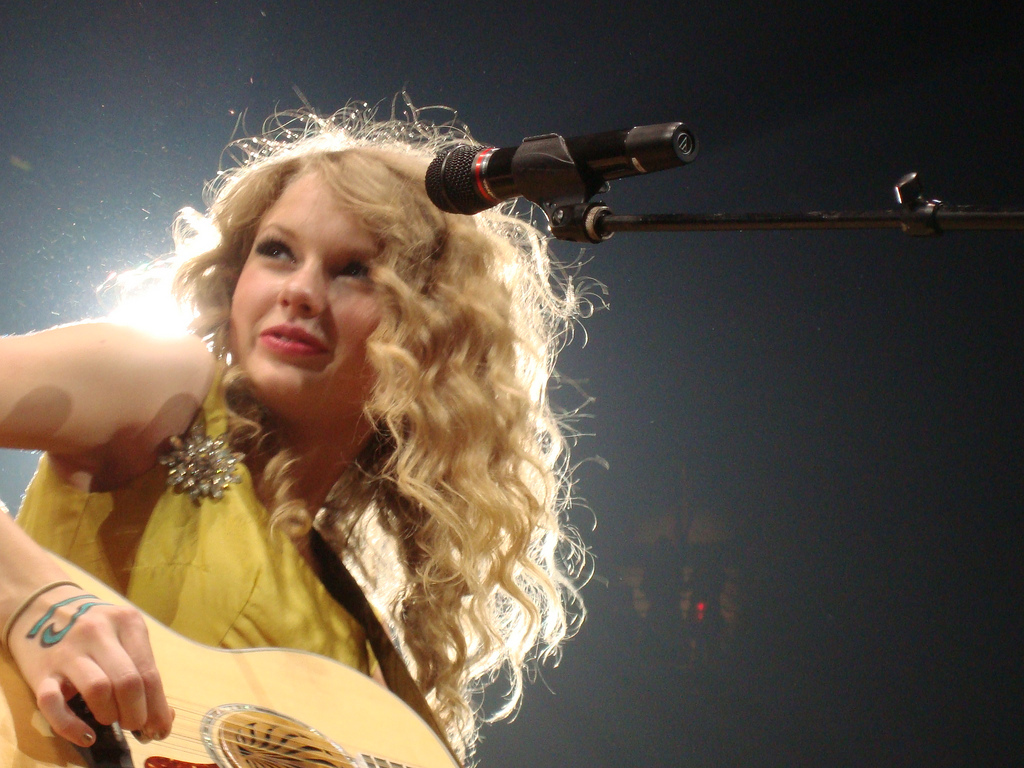
Swift apresentando "Fifteen" durante a Fearless Tour.

Swift cantou "Fifteen" pela primeira vez em um dueto com a atriz e cantora Miley Cyrus no Grammy Awards de 2009. Na ocasião, a dupla sentou-se em bancos de madeira para uma apresentação acústica da obra. Outros eventos que receberam a interpretação da faixa foram o We're All for the Hall, um concerto beneficente organizado pela Country Music Hall of Fame and Museum, o CMA Music Festival, o V Festival, o concerto de caridade Sydney Sound Relief, e o Country Music Association Awards. A música também foi divulgada no Reino Unido, e lá, Swift se apresentou em tradicionais programas do país, como o Later... with Jools Holland e o The Paul O'Grady Show.
A cantora adicionou "Fifteen" no repertório de sua primeira turnê mundial, a Fearless Tour (2009-2010), que passou pela América do Norte, Europa, Ásia e Oceania. Em seus shows, ela apresentava a canção sentada em um banco de madeira, enquanto tocava um violão acústico. Nicole Frehsee da revista Rolling Stone elogiou a performance da musicista, descrevendo todo o contexto da Fearless Tour como um "espetáculo elaborado sem entraves, mesmo quando a cantora puxa o seu violão para tocar uma doce canção para o público, com o despojado conjunto de músicas, que incluem 'Fifteen'". A faixa também foi interpretada pela artista em sua segunda turnê mundial, a Speak Now World Tour (2011-2012), sendo uma das músicas de encerramento da etapa norte-americana da turnê. Uma das apresentações de "Fifteen" nessa última turnê foi gravada e incluída na Speak Now: World Tour Live, um álbum ao vivo de Swift, que foi lançado em CD e DVD. Em 13 de setembro de 2012, Swift veio ao Brasil para divulgar seu quarto álbum de estúdio Red (2012), e para uma apresentação promocional de quarenta minutos. Ela cantou sete canções, e entre elas estava "Fifteen", e durante sua interpretação desta música, ela sentou-se no centro de um sofá de três lugares e iniciou seu espetáculo, afirmando: "É incrível estar no Brasil e ver vocês cara a cara. Isso é um tipo de surpresa pra mim e eu adoro surpresas. Estar aqui, tocando minhas músicas no Brasil... Eu amo isso!".

### @15
Taylor Swift fechou uma parceria com a empresa varejista de eletrônicos Best Buy para o @15, um programa que permitiu que adolescentes ajudassem a decidir como o Best Buy "@15 Fund" seria distribuído entre várias instituições de caridade. Para a divulgação do projeto, Swift gravou um anúncio de serviço público, chamado de "Anúncio de Serviço Adolescente". Durante a propaganda, que foi lançada em 9 de fevereiro de 2009, a cantora relembra seu período no ensino médio e incentiva a originalidade e singularidade, com cenas intercortadas dela cantando "Fifteen". Em junho de 2009, o @15 tornou-se parceiro da Fearless Tour, a turnê da artista que estava em andamento na época. O comercial gravado para o projeto foi mostrado em cada passagem da etapa norte-americana dos espetáculos. Em quinze paradas da turnê, o @15 doou quarenta ingressos para os shows e um violão autografado por Swift para instituições de caridade voltadas para crianças e adolescentes, como o Boys & Girls Clubs of America e Big Brothers Big Sisters of America.

## Faixas e formatos
Em 1º de setembro de 2009, "Fifteen" foi divulgado como o quarto single do Fearless, sendo vendido em edições físicas e digitais, e apresentando duas faixas; uma é a versão original do álbum e a outra uma interpretação pop de "You Belong with Me". Na Austrália, foi liberado na iTunes Store uma edição especial chamada "Australia Pop Mix Edit", que contém uma versão mais pop de "Fifteen".
| CD single e download digital |                                  |         |  |
| N.º                          | Título                           | Duração |  |
| 1.                           | "Fiteen" (Album Version)         | 4:54    |  |
| 2.                           | "You Belong with Me" (Radio Mix) | 3:50    |  |

| Australia Pop Mix Edit - Download digital |                         |         |  |
| N.º                                       | Título                  | Duração |  |
| 1.                                        | "Fiteen" (Pop Mix Edit) | 4:01    |  |

## Desempenho nas paradas musicais
Em 29 de novembro de 2008, alguns dias depois do lançamento do Fearless, "Fifteen" estreou na 79ª posição da Billboard Hot 100, uma parada musical publicada pela revista Billboard que lista as cem músicas mais vendidas e tocadas dos Estados Unidos. Nesse mesmo dia, outras seis canções do Fearless posicionaram-se entre os cem mais vendidos, dando a Swift um empate com Hannah Montana (Miley Cyrus) na lista das artistas femininas com mais músicas na Billboard Hot 100 em uma única semana, um recorde que mais tarde Swift venceu em 2010, ao colocar onze músicas de seu álbum Speak Now entre os cem primeiros. Quando foi anunciado como o quarto single do Fearless, sucedendo "You Belong with Me", "Fifteen" entrou novamente nessa mesma parada, desta vez na 94ª colocação, e em algumas semanas depois, obteve a 23ª, o seu pico máximo. "Fifteen" é uma das treze faixas do Fearless que se posicionaram entre os quarenta primeiros da Billboard Hot 100, sendo um recorde para um único álbum conseguir tantas canções no top 40. No total, a faixa ficou por vinte e uma semanas na parada, sendo certificado posteriormente com o disco de platina pela Recording Industry Association of America (RIAA), devido às vendas de mais de um milhão de cópias em território estadunidense. Até maio de 2013, já havia comercializado mais de 1.323.000 cópias somente nos Estados Unidos.
"Fifteen" também desempenhou-se na Country Songs, uma outra parada musical dos Estados Unidos, porém voltada apenas para músicas countrys, estreando no 41º posto. Em sua segunda semana, pulou para o número trinta e um, e alguns meses depois, posicionou-se entre os dez primeiros. Em 12 de dezembro de 2009, atingiu o seu pico máximo, a sétima posição. Em compilações genéricas como a Adult Contemporary, Pop Songs e Adult Pop Songs, a canção obteve a 12ª, 10ª e 14ª colocações, respectivamente. Em janeiro de 2010, a canção atingiu o 19° lugar no Canadá. Ele foi certificado com o disco de ouro pelo Music Canada, devido às vendas de mais de 40.000 downloads digitais no país. "Fifteen" também desempenhou-se na Austrália, ficando no 48º posto em 13 de dezembro de 2009.
| País – Parada musical (2009-10)               | Melhor posição |
| --------------------------------------------- | -------------- |
| Austrália – ARIA Charts                       | 48             |
| Canadá – Canadian Hot 100                     | 19             |
| Estados Unidos – Billboard Hot 100            | 23             |
| Estados Unidos – Billboard Adult Contemporary | 12             |
| Estados Unidos – Billboard Country Songs      | 7              |
| Estados Unidos – Billboard Pop Songs          | 10             |
| Estados Unidos – Billboard Adult Pop Songs    | 14             |

| Canadá (Music Canada)                                                | Ouro    | + 40.000^   |
| Estados Unidos (RIAA)                                                | Platina | + 1.323.000 |
| ^ Número de vendas definido com base apenas no nível de certificação |         |             |

## Fifteen (Taylor's Version)
Em 11 de fevereiro de 2021, Swift anunciou no programa de televisão Good Morning America que uma versão regravada de "Fifteen", intitulada "Fifteen (Taylor's Version)", seria lançada em 9 de abril de 2021 como a primeira faixa de Fearless (Taylor's Version), a versão regravada de Fearless.